# Estado de mal epiléptico
Estado de mal epiléptico (EME; ou estado de mal convulsivo) é uma condição médica caracterizada por crises epilépticas anormalmente prolongadas, com potencial para consequências duradouras. Pode se manifestar como uma única crise com duração superior a um tempo definido ou como duas ou mais crises ocorrendo em sequência, sem que o indivíduo retorne ao estado basal entre os episódios. As crises podem ser do tipo tônico-clônico — com padrão repetitivo de contração e extensão dos membros —, caracterizando o chamado estado de mal convulsivo, ou de tipos não convulsivos, como crises de ausência ou crises focais com prejuízo da consciência. O estado de mal convulsivo é uma emergência médica com risco de vida, especialmente quando o tratamento é tardio.
No caso do estado de mal convulsivo — a forma mais perigosa — considera-se o diagnóstico quando uma convulsão dura mais de cinco minutos ou quando ocorrem duas convulsões em cinco minutos (ponto temporal 1) sem recuperação completa entre elas. A partir de 30 minutos (ponto temporal 2), aumenta o risco de dano cerebral significativo. Para outros tipos de crise, os pontos temporais variam. Definições anteriores utilizavam um limite fixo de 30 minutos, independentemente do tipo de crise.
Os fatores de risco incluem histórico de epilepsia ou outras condições neurológicas, como trauma cranioencefálico, infecções do sistema nervoso central e AVCs. A avaliação diagnóstica inclui dosagem de glicose no sangue, exames laboratoriais, neuroimagem e eletroencefalograma. Crises psicogênicas não epilépticas podem simular estado de mal epiléptico, assim como outras condições como hipoglicemia, distúrbios do movimento, meningite (inclusive a tuberculosa) e delírio.
O tratamento inicial preferencial consiste em benzodiazepínicos, como lorazepam intravenoso ou midazolam intramuscular. Se não houver resposta, outras medicações podem ser utilizadas, como fenobarbital, propofol ou cetamina. Após os benzodiazepínicos, devem ser administrados anticonvulsivantes como ácido valproico (valproato), fosfenitoína, levetiracetam ou outros similares. A intubação pode ser necessária para ajudar a manter as vias respiratórias da pessoa.
A mortalidade em 30 dias varia entre 10% e 30%, dependendo da causa subjacente, da idade e da duração das crises. A causa subjacente, a idade da pessoa, e a duração do ataque são fatores importantes no resultado. A incidência anual do estado de mal epiléptico é estimada em até 40 casos por 100 mil habitantes, representando cerca de 1% das visitas aos departamentos de emergência.